# جيمس فنتون سميث
جيمس فنتون سميث (بالإنجليزية: James Vinton Smith)‏ هو تاجر أسهم وسياسي أسترالي، ولد في 3 نوفمبر 1897 في أستراليا، وتوفي في 22 يوليو 1952 في أستراليا. حزبياً، نشط في حزب أستراليا المتحدة. وقد انتخب عضو الجمعية التشريعية فيكتوريا عن دائرة Electoral district of Oakleigh ‏ (14 مايو 1932 – 6 سبتمبر 1937).